# Aplocheilus kirchmayeri
Espèce
Aplocheilus kirchmayeri est une espèce de poissons de la famille des Aplocheilidae.

## Systématique
L'espèce Aplocheilus kirchmayeri a été décrite en 1986 par les ichtyologistes allemands Heinz Otto Berkenkamp (d) et Vollrad Max Friedrich Etzel (d) (1944-2012).

## Répartition
Aplocheilus kirchmayeri est endémique d'Inde.

## Description
Aplocheilus kirchmayeri peut mesurer jusqu'à 50 mm.

## Étymologie
Son épithète spécifique, kirchmayeri, lui a été donnée en l'honneur de Josef Kirchmayer, l'aquariophile allemand qui a collecté et importé cette espèce et fut le premier à en faire l'élevage.

## Aplocheilus kirchmayeriet l'Homme
Aplocheilus kirchmayeri, qui en aquariophilie fait partie des killies, est une espèce difficile à maintenir en aquarium.

## Publication originale
- (de) H. O. Berkenkamp et V. M. F Etzel, « Revision der asiatischen Gattung Aplocheilus McClelland, 1839 (Familie Aploheilidae [sic] Bleeker, 1860) », Deutsche Killifisch Gemeinschaft Journal, Allemagne, vol. 18, no 3,‎ avril 1986, p. 32-43 (ISSN 0179-4957).